# Rodło Opole
Uczniowski Klub Sportowy Rodło Opole – wielosekcyjny klub sportowy z siedzibą w Opolu, powstały w 1996 roku.

## Piłka nożna
Klub powstał przy osiedlu Rodło (Kolonia Gosławicka) we wrześniu 1996 roku jako Parafialny Uczniowski Klub Sportowy Rodło Opole. Początkowo skupiał wyłącznie juniorów w wieku 9–12 lat, w szczególności ministrantów przy parafii św. Jacka. W 1997 roku dziewczęta zajęły drugie miejsce w ogólnopolskich zawodach Super Gol. W sezonie 2003/2004 seniorzy zadebiutowali w klasie C, awansując rok później do klasy B, a w 2006 roku do klasy A. W 2011 roku zastąpiła zmiana nazwy klubu na Uczniowski Klub Sportowy Rodło Opole oraz połączenie sekcji piłkarskiej z Ludowym Klubem Sportowym Wiking Opole. W sezonie 2011/2012 ten klub grał w klasie okręgowej, w 2012 roku spadł do klasy A, a w roku 2016 ponownie awansował do klasy okręgowej.

### Statystyki
| Sezon     | Liga           | P.               | M                | Pkt.             | Bramki           |
| --------- | -------------- | ---------------- | ---------------- | ---------------- | ---------------- |
| 2003/2004 | klasa C        | 3                | 18               | 38               | 63–44            |
| 2004/2005 | klasa B        | 3                | 22               | 40               | 73–51            |
| 2005/2006 | klasa B        | 1                | 22               | 54               | 72–25            |
| 2006/2007 | klasa A        | 6                | 26               | 41               | 61–72            |
| 2007/2008 | klasa A        | 8                | 26               | 38               | 60–63            |
| 2008/2009 | klasa A        | 9                | 26               | 33               | 38–51            |
| 2009/2010 | klasa A        | 14               | 26               | 11               | 20–86            |
| 2010/2011 | klasa B        | wyniki anulowane | wyniki anulowane | wyniki anulowane | wyniki anulowane |
| 2011/2012 | klasa okręgowa | 13               | 30               | 24               | 49–88            |
| 2012/2013 | klasa A        | 7                | 26               | 39               | 62–56            |
| 2013/2014 | klasa A        | 6                | 26               | 40               | 65–51            |
| 2014/2015 | klasa A        | 6                | 26               | 38               | 49–37            |
| 2015/2016 | klasa A        | 1                | 26               | 69               | 121–31           |
| 2016/2017 | klasa okręgowa | 5                | 30               | 50               | 74–58            |
| 2017/2018 | klasa okręgowa | 11               | 28               | 30               | 45–75            |
| 2018/2019 | klasa okręgowa | 8                | 30               | 47               | 80–67            |
| 2019/2020 | klasa okręgowa | 13               | 16               | 20               | 22–25            |

## Szachy
Sekcja szachowa została założona w 1997 roku przez Waldemara Tabołę. W latach 2015–2016 juniorzy zdobyli mistrzostwo Polski. W 2019 roku seniorska kadra klubu w swoim pierwszym w historii starcie w II lidze zajęła pierwsze miejsce i awansowała do I ligi. Rok później Rodło zajęło drugie miejsce w I lidze, za GCKiP Czarna, i wywalczyło awans do ekstraligi szachów.

### Statystyki
| Rok  | Liga    | Miejsce | Wynik | Zawodnicy                                                                          |
| ---- | ------- | ------- | ----- | ---------------------------------------------------------------------------------- |
| 2019 | II liga | Poronin | 1     | O. Ogłaza, K. Pacan-Milej, Ł. Licznerski, A. Punin, P. Kowalczyk, M. Starosta      |
| 2020 | I liga  | Poronin | 2     | F. Cukrowski, K. Pacan-Milej, Ł. Licznerski, I. Godzwon, P. Kowalczyk, M. Starosta |